# Allison Wagner
Allison Wagner (n. 21 iulie 1977, Gainesville, Florida, SUA) este o înotătoare ce a reprezentat Statele Unite ale Americii, medaliată olimpică. A participat la o ediție a Jocurilor Olimpice (1996) în care a câștigat două medalii de argint.